# Dandara dos Palmares
Dandara dos Palmares (Brasil ou África, c. 1654 — Capitania de Pernambuco, 6 de fevereiro de 1694) foi uma guerreira negra do período colonial do Brasil no Quilombo de Palmares. Zumbi dos Palmares foi seu marido e com ele teve três filhos: Aristogíton, Harmódio e Motumbo.
Não se sabe se Dandara nasceu no Brasil ou no continente africano, mas teria se juntado ainda menina ao grupo de pessoas negras que desafiaram o sistema colonial escravista por quase um século. Dandara participava também da elaboração das estratégias de resistência do quilombo.
Sua figura é envolta em grande mistério, pois quase não existem dados sobre sua vida e sua trajetória, além disso vale ressaltar a falta de reconhecimento da sua contribuição para manutenção e resistência do quilombo. Por esse fator não é possível saber como foi sua vida matrimonial com Zumbi dos Palmares, nem como eles se conheceram. 
Após não concordar com o acordo político proposto pelos colonizadores portugueses, Dandara foi presa e preferiu cometer suicídio se jogando de uma pedreira ao abismo para não retornar à condição de escravizada.

## Família
Árvore genealógica de Dandara, baseada nas informações do site da TV Brasil, em Reginaldo de Souza Santos e em Décio Freitas:
|  |  |             |             |             |             |             |             |  |  | Rei do Congo |            |            |            |            |            |  |  |                    |                    |                    |                    |                    |                    |  |  |          |          |          |          |          |          |  |  |             |             |             |             |             |             |         |         |  |  |  |  |  |  |  |  |  |  |
|  |  |             |             |             |             |             |             |  |  |              |            |            |            |            |            |  |  |                    |                    |                    |                    |                    |                    |  |  |          |          |          |          |          |          |  |  |             |             |             |             |             |             |         |         |  |  |  |  |  |  |  |  |  |  |
|  |  |             |             |             |             |             |             |  |  | Aqualtune    |            |            |            |            |            |  |  |                    |                    |                    |                    |                    |                    |  |  |          |          |          |          |          |          |  |  |             |             |             |             |             |             |         |         |  |  |  |  |  |  |  |  |  |  |
|  |  |             |             |             |             |             |             |  |  |              |            |            |            |            |            |  |  |                    |                    |                    |                    |                    |                    |  |  |          |          |          |          |          |          |  |  |             |             |             |             |             |             |         |         |  |  |  |  |  |  |  |  |  |  |
|  |  |             |             |             |             |             |             |  |  |              |            |            |            |            |            |  |  |                    |                    |                    |                    |                    |                    |  |  |          |          |          |          |          |          |  |  |             |             |             |             |             |             |         |         |  |  |  |  |  |  |  |  |  |  |
|  |  | Ganga Zumba | Ganga Zumba | Ganga Zumba | Ganga Zumba | Ganga Zumba | Ganga Zumba |  |  | Ganga Zona   | Ganga Zona | Ganga Zona | Ganga Zona | Ganga Zona | Ganga Zona |  |  | Sabina             | Sabina             | Sabina             | Sabina             | Sabina             | Sabina             |  |  |          |          |          |          |          |          |  |  |             |             |             |             |             |             |         |         |  |  |  |  |  |  |  |  |  |  |
|  |  | Ganga Zumba | Ganga Zumba | Ganga Zumba | Ganga Zumba | Ganga Zumba | Ganga Zumba |  |  | Ganga Zona   | Ganga Zona | Ganga Zona | Ganga Zona | Ganga Zona | Ganga Zona |  |  | Sabina             | Sabina             | Sabina             | Sabina             | Sabina             | Sabina             |  |  |          |          |          |          |          |          |  |  |             |             |             |             |             |             |         |         |  |  |  |  |  |  |  |  |  |  |
|  |  |             |             |             |             |             |             |  |  |              |            |            |            |            |            |  |  | Zumbi dos Palmares | Zumbi dos Palmares | Zumbi dos Palmares | Zumbi dos Palmares | Zumbi dos Palmares | Zumbi dos Palmares |  |  |          |          |          |          |          |          |  |  |             |             | Dandara     | Dandara     | Dandara     | Dandara     | Dandara | Dandara |  |  |  |  |  |  |  |  |  |  |
|  |  |             |             |             |             |             |             |  |  |              |            |            |            |            |            |  |  | Zumbi dos Palmares | Zumbi dos Palmares | Zumbi dos Palmares | Zumbi dos Palmares | Zumbi dos Palmares | Zumbi dos Palmares |  |  |          |          |          |          |          |          |  |  |             |             | Dandara     | Dandara     | Dandara     | Dandara     | Dandara | Dandara |  |  |  |  |  |  |  |  |  |  |
|  |  |             |             |             |             |             |             |  |  |              |            |            |            |            |            |  |  |                    |                    |                    |                    |                    |                    |  |  |          |          |          |          |          |          |  |  |             |             |             |             |             |             |         |         |  |  |  |  |  |  |  |  |  |  |
|  |  |             |             |             |             |             |             |  |  |              |            |            |            |            |            |  |  |                    |                    |                    |                    |                    |                    |  |  |          |          |          |          |          |          |  |  |             |             |             |             |             |             |         |         |  |  |  |  |  |  |  |  |  |  |
|  |  |             |             |             |             |             |             |  |  |              |            |            |            |            |            |  |  |                    |                    |                    |                    |                    |                    |  |  |          |          |          |          |          |          |  |  |             |             |             |             |             |             |         |         |  |  |  |  |  |  |  |  |  |  |
|  |  |             |             |             |             |             |             |  |  |              |            |            |            |            |            |  |  | Motumbo            | Motumbo            | Motumbo            | Motumbo            | Motumbo            | Motumbo            |  |  | Harmódio | Harmódio | Harmódio | Harmódio | Harmódio | Harmódio |  |  | Aristogíton | Aristogíton | Aristogíton | Aristogíton | Aristogíton | Aristogíton |         |         |  |  |  |  |  |  |  |  |  |  |

## Trajetória de Dandara nos Palmares
Descrita como uma heroína, Dandara dominava técnicas da capoeira e lutou ao lado de homens e mulheres nas muitas batalhas consequentes a ataques a Palmares, estabelecido no século XVII na Serra da Barriga, situado na então Capitania de Pernambuco, na região do estado de Alagoas, cujo acesso era dificultado pela geografia e também pela vegetação densa. Implantado em 2007, o local se tornou o Parque Memorial Quilombo dos Palmares.
Dandara participava também da elaboração das estratégias de resistência do quilombo. Além de lutar, participava de atividades cotidianas em Palmares, como a caça e a agricultura. No quilombo era praticada a policultura de alimentos como milho, mandioca, feijão, batata-doce, cana-de-açúcar e banana.
A fama e a memória de Palmares se espalharam pelo Brasil, inspirando outros quilombos e causando medo na instituição escravista portuguesa pois receavam que o fenômeno de Palmares se repetisse. Entretanto, poucos são os registros históricos que trazem as contribuições de Dandara dos Palmares, assim é necessário lembrar que essa também exerceu um papel importante para resistência do quilombo, apesar de até registros de sua imagem não existirem, as pesquisas em relação às mulheres como parte da história são recentes.
Em 1630 os ataques externos ao Quilombo dos Palmares teriam se tornado frequentes, com a invasão holandesa. Segundo a narrativa em torno de Dandara, ela teria tido um importante papel no rompimento do marido com seu antecessor, Ganga-Zumba, primeiro grande chefe do Quilombo e tio de Zumbi. Em 1670, Ganga Zumba, filho da Princesa Aqualtune e tio de Zumbi, assume a chefia do quilombo, então com mais de 30 mil habitantes.
Conheceu o seu auge na segunda metade do século XVII, constituindo-se no mais emblemático dos quilombos formados no período colonial. Foi na região da Serra da Barriga, na então Capitania de Pernambuco, que Ganga Zumba e outros escravos fugidos formaram o Quilombo dos Palmares.

## Homenagens
- 2023 - Samba-enredo Dandara: O preço da liberdade, da Acadêmicos do Jardim Bangu, homenageou Dandara.[14]
- 2020 - No livro Heroínas Negras Brasileiras em 15 cordéis, 2ª edição (2020), a escritora Jarid Arraes, dedica um dos cordéis e uma biografia resumida no final do verbete a Dandara dos Palmares, [15]de quem já havia escrito uma biografia em livro.
- 2019 - O grupo Samba de Dandara grava, entre outubro e novembro de 2019, sob direção musical de Samuel Silva e produção musical de Laís Oliveira, o álbum Samba de Dandara exaltando a força ancestral feminina, em especial a da mulher afro-brasileira, tendo como inspiração Dandara dos Palmares.[16]
- 2019 - Samba-enredo História pra ninar gente grande, da Mangueira homenageou Marielle e Dandara dos Palmares.[17]
- 2019 - Samba-enredo Valente Guerreira Dandara Dos Palmares, a Verdadeira Princesa Brasileira, da SBC Realeza.
- 2018 - Foi lançado um jogo de plataforma e metroivania 2D, intitulado Dandara, em homenagem à guerreira, desenvolvido pelo estúdio brasileiro Long Hat House e publicado pela Raw Fury.
- 2017 - O livro As lendas de Dandara, 3ª edição (2022),[18] de Jarid Arraes, reúne dez contos e ilustrações que desenvolvem a trajetória de Dandara com elementos de fantasia.[19] É uma narrativa em cordel de resgate da memória e da história de uma mulher negra que foi líder e guerreira que lutou ao lado de Zumbi dos Palmares, para defender os negros e o Quilombo.[20]
- 2016 - O Maracatu Nação Fortaleza pretende homenagear, em seu cortejo no carnaval de rua, a guerreira Dandara dos Palmares.[21]
- 1984 - A atriz Zezé Motta interpreta Dandara no filme Quilombo, de Cacá Diegues.[22]

## Livro dos Heróis e Heroínas da Pátria
A Lei n.º 13.816, de 24 de abril de 2019, inscreveu o nome de Dandara dos Palmares no Livro dos Heróis e Heroínas da Pátria, depositado no Panteão da Pátria e da Liberdade Tancredo Neves, em Brasília.